# Can Lluís Macaya
Can Lluís Macaya és una obra del municipi de Calella (Maresme) inclosa en l'Inventari del Patrimoni Arquitectònic de Catalunya.

## Descripció
Casa formada per dos cossos, un és de planta baixa i pis, té unes petites golfes, l'altre també té un primer pis i les golfes són més grans. La coberta de la primera és a dues aigües i amb ceràmica vidriada, motiu decoratiu de la casa, a l'altre la coberta és a dues aigües però la façana la remata una cornisa. Tota la façana està estucada i les obertures estan remarcades. És una casa de l'estil de cases jardí aïllades de la resta mitjançant un jardí que l'envolta.